# Nerocila arres
Nerocila arres is een pissebed uit de familie Cymothoidae. De wetenschappelijke naam van de soort is voor het eerst geldig gepubliceerd in 1983 door Bowman & Tareen.